# Gilbert Degrémont
 (mars 2016).
Si vous disposez d'ouvrages ou d'articles de référence ou si vous connaissez des sites web de qualité traitant du thème abordé ici, merci de compléter l'article en donnant les références utiles à sa vérifiabilité et en les liant à la section « Notes et références ».
Gilbert Degrémont (né le 4 octobre 1908 au Cateau-Cambrésis et mort le 22 novembre 1974 à L'Isle-Adam) est un industriel français. Expert français du traitement des eaux, il est le fondateur de Degrémont, une entreprise spécialisée sur ce secteur.

## Biographie
Il étudia l'agronomie à l'Institut d'Agronomie de Rennes en 1927.
Gilbert travaille avec son père Émile et son frère Étienne dans la forge familiale au Cateau que son père Émile Degrémont, ingénieur diplômé de l'Institut industriel du Nord, avait fait évoluer en démarrant une activité de traitement des eaux industrielles, qui était devenue les établissements Émile Degrémont de traitement des eaux industrielles en 1899.
Gilbert parvint à mettre au point le filtrage des eaux de Saigon par filtre métallique en 1933, avant de créer sa propre entreprise en 1939 à Rueil-Malmaison (Hauts-de-Seine), avec de bureaux à Paris, et des ateliers à Levallois-Perret. 
Après la seconde guerre mondiale, il met au point le filtrage des eaux de Saint-Étienne (2 000 m3/h) et commence à contempler le marché international. Sa compagnie déménage dans de nouveaux locaux à Rueil-Malmaison, où elle est encore implantée à ce jour.
La compagnie gagne le contrat des eaux du Caire, puis plusieurs contrats géants de traitement des eaux tels que Téhéran, Djakarta, Lima, et bien d'autres villes entre 1950 et 1970.
Il prend sa retraite et quitte la compagnie qu'il a créée en 1972, après sa fusion avec la SGEA, plus tard connue sous le nom de Lyonnaise des eaux.
Il a conçu lui-même le logo à la colombe qui est encore la marque emblématique de la compagnie. Suez, la maison mère de Degrémont, avait prévu de rebaptiser l'entreprise "Ondeo" au début des années 2000, mais décida de conserver le nom de Degrémont devant les protestations venues du monde entier. Degrémont est associé au traitement des eaux, et pour beaucoup de pays dans les années 1950, il fut associé à la modernité et l'amélioration de la santé publique, d'où la popularité de son nom.